# Нижница (деревня)
Нижница — деревня в Бокситогорском городском поселении Бокситогорского района Ленинградской области.

## История
Деревня Нижница упоминается на семитопографической карте Новгородской губернии 1847 года.

НИЖНИЦЫ — деревня Сегольского общества, прихода села Сенно.  

Крестьянских дворов — 16. Строений — 70, в том числе жилых — 24. 

Число жителей по семейным спискам 1879 г.: 28 м. п., 45 ж. п.; по приходским сведениям 1879 г.: 29 м. п., 55 ж. п.

В конце XIX — начале XX века деревня административно относилась к Обринской волости 5-го земского участка 3-го стана Тихвинского уезда Новгородской губернии.

НИЖНИЦА — деревня Сегольского сельского общества, число дворов — 16, число домов — 25, число жителей: 49 м. п., 48 ж. п.;
 
Занятия жителей — земледелие. Ручей Нижницы и колодец. Часовня . (1910 год)

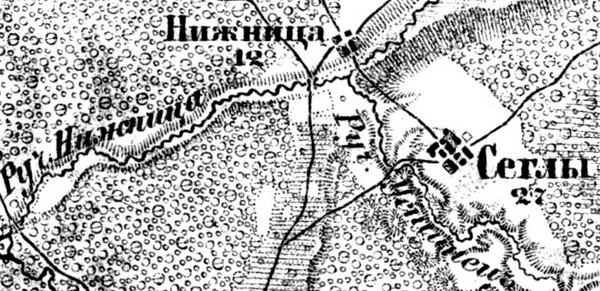
Деревня Нижница на карте 1913 года

Согласно карте Новгородской губернии 1913 года деревня Нижница насчитывала 12 крестьянских дворов.
С 1917 по 1918 год деревня входила в состав Обринской волости Тихвинского уезда Новгородской губернии.
С 1918 года в составе Череповецкой губернии.
С 1924 года в составе Пикалёвской волости.
С 1927 года в составе Сенновского сельсовета Пикалёвского района.
С 1932 года в составе Тихвинского района. Согласно карте Ленинградской области Северо-западного аэрогеодезического треста ГГУ издания 1932 года деревня насчитывала 9 крестьянских дворов, к югу от деревни находилась водяная мельница.
По данным 1933 года деревня называлась Нижницы и входила в состав Сенновского сельсовета Тихвинского района.
С 1952 года в составе Бокситогорского района.
В 1958 году население деревни составляло 136 человек.
С 1959 года в составе Борского сельсовета.
С 1963 года в составе Ефимовского района.
С 1965 года вновь в составе Бокситогорского района. В 1965 году население деревни составляло 111 человек.
По данным 1966, 1973 и 1990 годов деревня Нижница также входила в состав Борского сельсовета.
В 1997 году в деревне Нижница Борской волости проживали 17 человек, в 2002 году — 14 человек (русские — 93 %). 
В 2007 году в деревне Нижница Бокситогорского ГП проживали 23 человека, в 2010 году — 19.

## География
Деревня расположена в западной части района на автодороге 41К-039 (Бокситогорск — Батьково).
Расстояние до административного центра поселения — 5 км.
Деревня расположена у железнодорожной станции Нижница, на ведомственной железнодорожной линии Большой Двор — Бокситогорск, колеи 1520 мм.
Через деревню протекает река Нижница.

## Демография
| 1997 | 2002 | 2007 | 2010 | 2017 |
| ---- | ---- | ---- | ---- | ---- |
| 17   | ↘14  | ↗23  | ↘19  | ↗49  |

### Национальный состав
Согласно данным Всероссийской переписи населения 2021 года в деревне проживал 21 человек, из них:
 русские — 20, один человек национальность не указал.